# Подводка (сантехника)
Подво́дка — изделие, предназначенное для подачи воды от водопровода к устройству, например, смесителю, или фитингу. Имеет различные диаметры и длину.

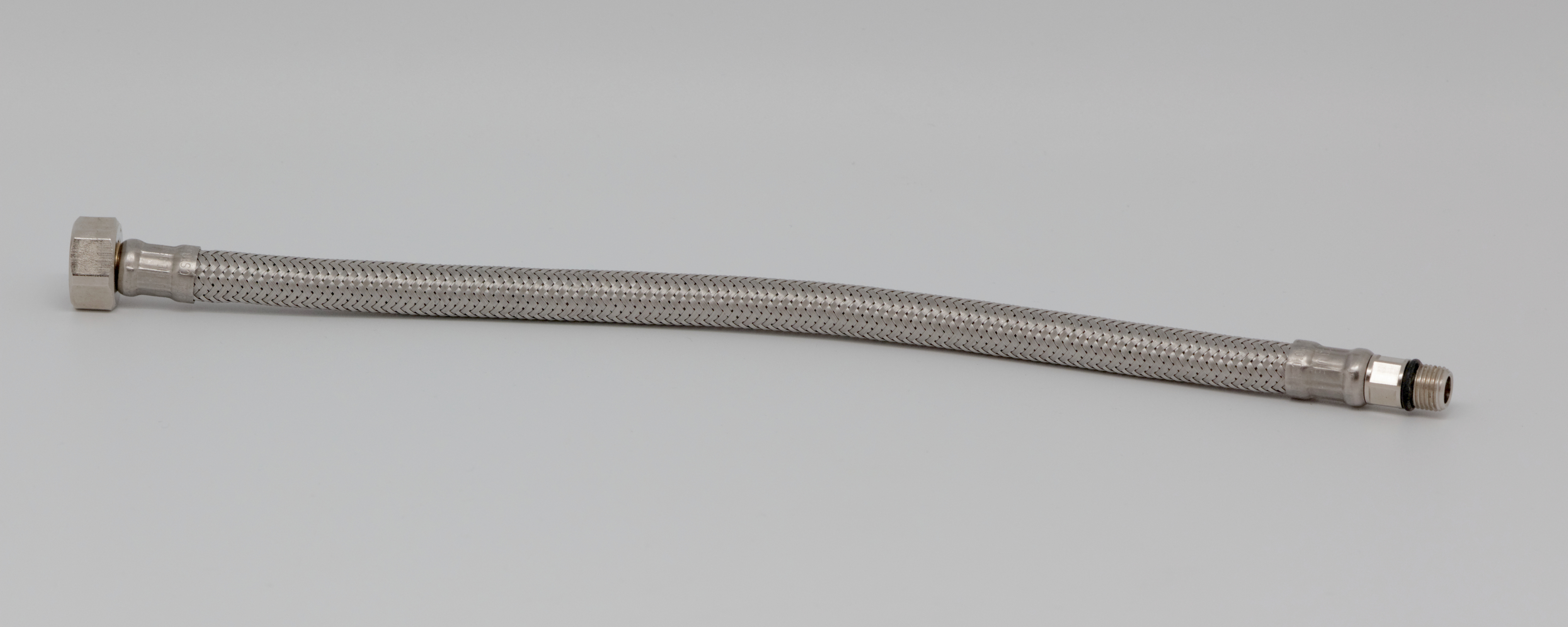
Гибкая подводка для воды со штуцером под смеситель

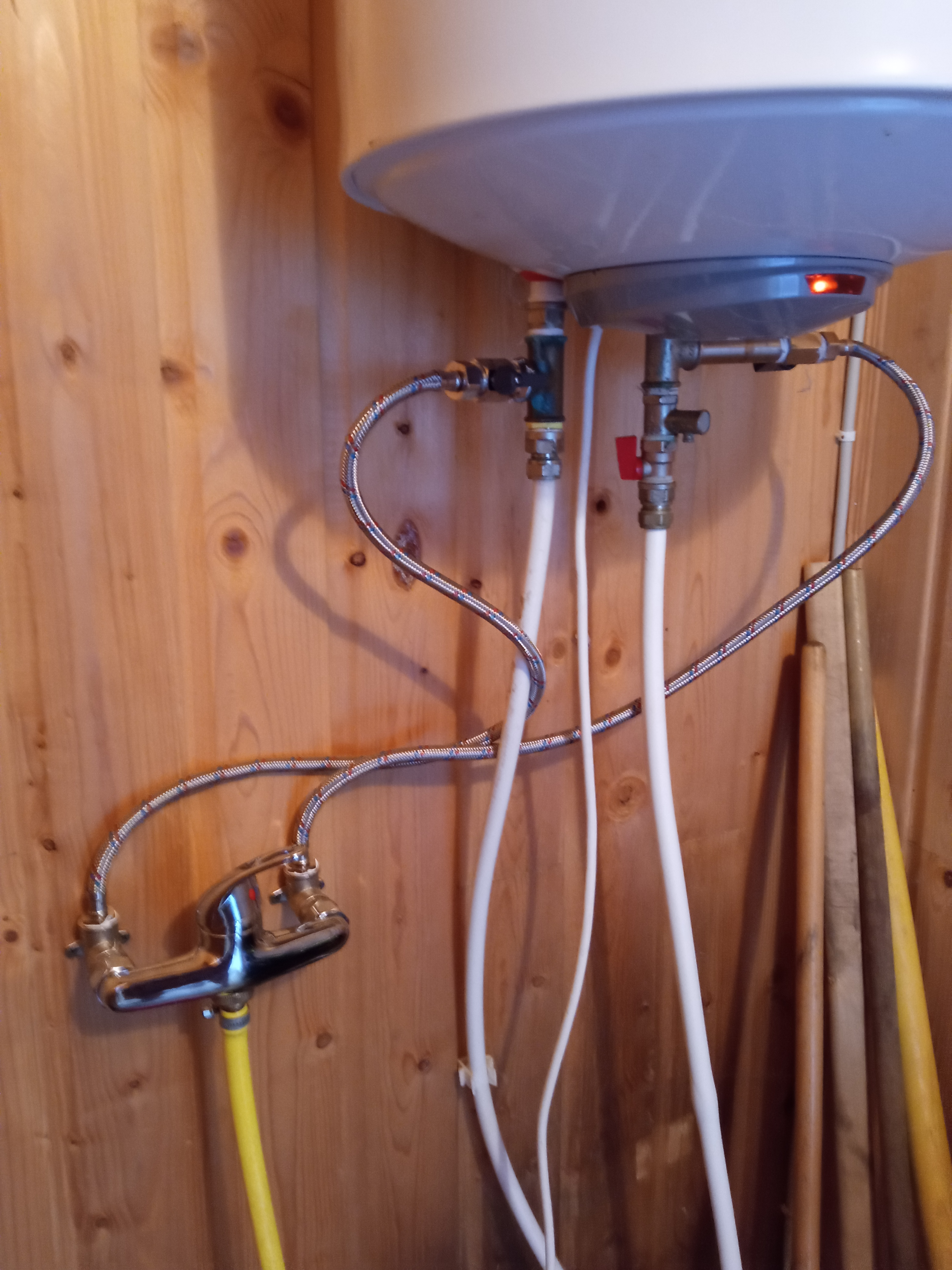
Водогрей, соединённый с водорозетками смесителя гибкими подводками типа «гайка-штуцер»

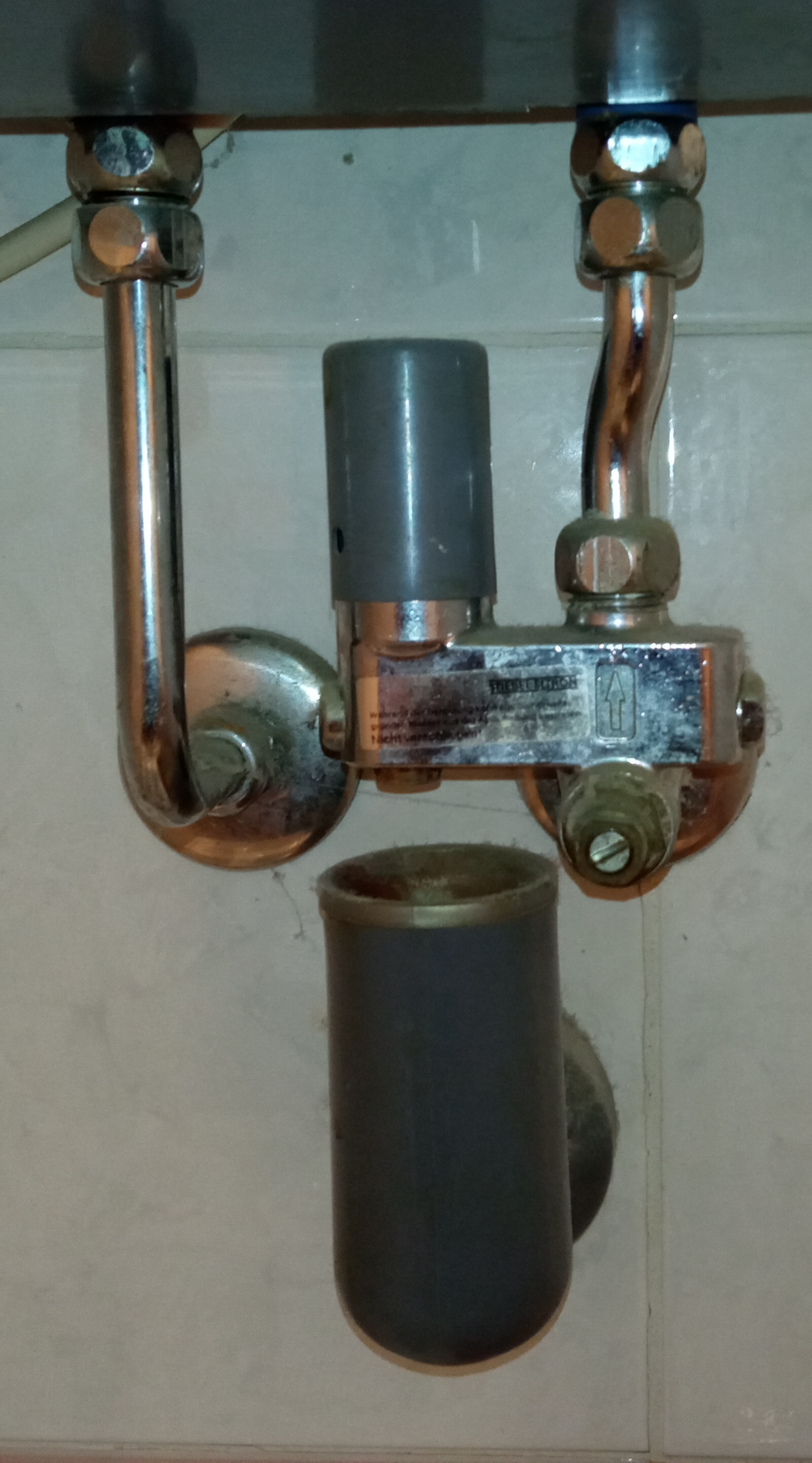
Водогрей, соединённый с водопроводом жёсткими подводками типа «гайка-гайка»

## Конструкция

### Гибкая
Самый распространённый вид подводки. Представляет собой резиновый шланг, иногда в металлической оплётке. На одном конце всегда расположена накидная гайка, а на другом может быть как гайка (соединение «гайка-гайка»), так и штуцер (соединение «гайка-штуцер»). Последние бывают как под гайку (такого же размера), так и под смеситель.

### Жёсткая
Также подводка бывает и жёсткой. Она представляет собой металлическую трубку с гайкой на одном конце и штуцером или гайкой — на другом. В отличие от гибкой, она обладает большей надёжностью, но серьёзно ограничена в перемещениях. В любом случае любой из этих видов подводки является расходным материалом.